# Superbronco
Superbronco foi uma série de comédia brasileira produzida pela TV Globo e exibida de 6 de maio até 25 de outubro de 1979, aos domingos.
Adaptação da série Mork & Mindy (protagonizada por Robin Williams) da rede americana ABC, o programa foi cancelado, durando apenas 29 episódios, apesar de constar entre os dez programas de maior audiência da televisão brasileira naquele ano. Teve roteiros de Carlos Alberto de Nóbrega e Lula Torres, e a direção geral de Herval Rossano.
Bronco, personagem de Ronald Golias, foi criado para o rádio em 1955. Passou por vários programas de televisão, como Família Trapo (1967), sempre como um tipo muito brincalhão e irreverente.
Além do elenco fixo, os episódios contavam com a participação de atores convidados, como Cirene Tostes e outros. Ivo Alves era responsável pela edição. A cenografia era de Alfredo Pereira e os figurinos estavam a cargo de Marlene Morbeck.

## Enredo
Carlo Bronco Dinossauro é um extraterrestre, habitante do planeta Work, que, depois de diversas advertências por sua irresponsabilidade, é castigado com a tarefa de investigar a vida e os costumes dos habitantes da Terra, planeta muito mais atrasado do que o seu.
Usando macacão dourado de astronauta, Bronco chega à Terra dentro de um gigantesco ovo e passa a analisar o comportamento dos habitantes locais, usando o humor para criticar a violência, o egoísmo, a politicagem e a carência afetiva dos seres humanos. Toty (Liza Vieira) é a primeira grande amiga que ele conquista no planeta. Filha do dono do uma loja de discos (Rogério Fróes), a moça é a única que conhece a sua história e sabe sobre seus superpoderes, tais como controlar aparelhos domésticos a distância, paralisar pessoas e tirar fotografias com as palmas das mãos.

## Elenco
- Ronald Golias .... Carlo Bronco Dinossauro
- Liza Vieira .... Toty
- Rogério Fróes .... Pai de Toty
- Dary Reis .... Policial
- Francisco Dantas .... Diretor do hospício
- Cirene Tostes .... Tia de Toty